# Telledo
Telledo (en asturiano y oficialmente Teyeo) es una localidad y una parroquia de Lena en el Principado de Asturias situada en el sur del concejo, en el valle del Huerna.
El topónimo procede de la denominación asturiana del tilo (teyón). Teyeo significa, pues, «arboleda de tilos», nombre particularmente certero en este ambiente, donde no escasea el arbolado.
Se compone de los siguientes pueblos: Armada (Armá), Arnón, La Cortina, La Cruz, Llandecuaña (Ḷḷandicuandia), Los Pontones, Reconcos, Riospaso (Rospaso), Telledo (Teyeo) y Traslacruz.
La iglesia parroquial y casa rectoral se encuentra en la aldea de Los Pontones, junto al río Huerna a un kilómetro de Telledo. En el mismo Telledo solo hay una capilla.
En 1998 recibió, junto con el resto de parroquias del valle del Huerna, el Premio al Pueblo Ejemplar de Asturias.
En Telledo tienen salida los túneles de Pajares, de las obras de la variante ferroviaria de Pajares.

## Hijos ilustres
- Francisco Barbado Viejo, obispo de Coria y de Salamanca, nacido en La Cortina en 1893.